# The Lonesome Jubilee
The Lonesome Jubilee är ett musikalbum av John Cougar Mellencamp som lanserades i augusti 1987 på Mercury Records. Musikaliskt är skivan inspirerad av amerikansk folkmusik med bland annat fioler och dragspel. Textmässigt är skivan reflekterande och socialt kommenterande över situationen i USA. Flera av albumets låtar nådde listplacering som singlar i USA.

## Låtlista
1. "Paper in Fire" - 3:51
2. "Down and Out in Paradise" - 3:37
3. "Check It Out" - 4:19
4. "The Real Life" - 3:57
5. "Cherry Bomb" - 4:47
6. "We Are the People" - 4:17
7. "Empty Hands" (Mellencamp/Green) - 3:43
8. "Hard Times For An Honest Man" - 3:27
9. "Hotdogs and Hamburgers" - 4:04
10. "Rooty Toot Toot" - 3:29

## Listplaceringar
- Billboard 200, USA: #6[1]
- UK Albums Chart, Storbritannien: #31[2]
- VG-lista, Norge: #16[3]
- Topplistan, Sverige: #6[4]